# 濠头乡
濠头乡，是中华人民共和国湖南省郴州市汝城县下辖的一个乡镇级行政单位。

## 行政区划
濠头乡下辖以下地区：
五七村、高源村、濠头村、排源村、宽坑村、下河村、黄家土村、红星村、扶竹洲村、埠头村、社溪村、庙前村、宝沙村、樟溪村、上河村和丰坑村。